# Lagergeld

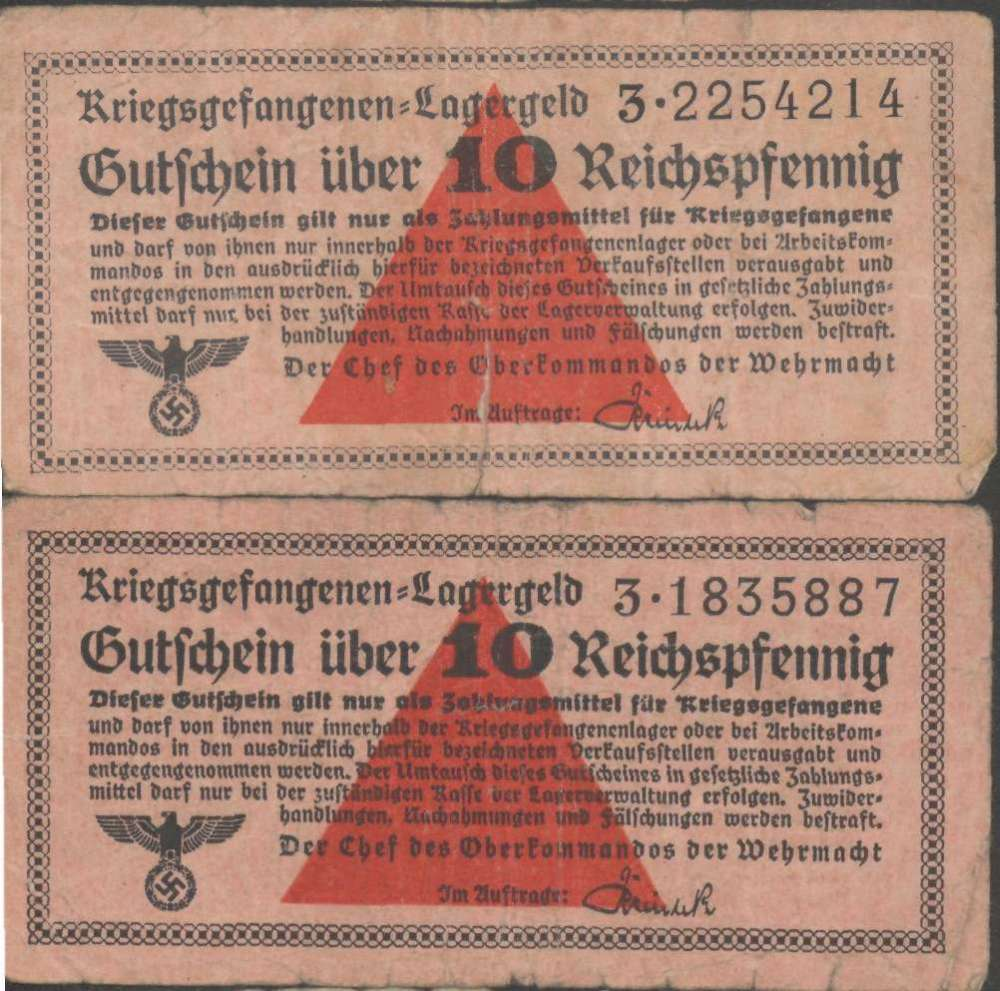
Lagergeld nella Seconda Guerra Mondiale da 10 Reichspfennig

Lagergeld è un termine che indica una forma di Notgeld usato nei campi di prigionia in guerra al posto delle banconote normali, per assicurare che, nel caso di fuga, i prigionieri non avessero contanti a disposizione. Viene chiamata Lagergeld anche la valuta dei Lager (per esempio nei campi di concentramento) e dei ghetti nazisti. 

## Storia
Il primo Lagergeld fu emesso nella guerra dei sette anni dall'esercito austriaco in un campo di prigionia per ufficiali prussiani nei pressi di Dresda. Le banconote più vecchie esistenti ancora oggi provengono da Camp Douglas vicino a Chicago, usate dagli anni dal 1861 al 1865 nella Guerra di Secessione Americana. Nella Prima Guerra Mondiale esistettero molte valute diverse per assenze di un regolamento unico, ogni Lager quindi sviluppò il proprio modello.
Le Convenzioni di Ginevra del 27 luglio 1929 sul trattamento di prigionieri regolavano negli articoli 6 e 24 che il prigioniero doveva consegnare il contante in suo possesso, il quale sarebbe stato restituito nella stessa valuta dopo la sua prigionia. Per realizzare questo, i prigionieri ricevevano dei buoni con il valore del loro contante, e questi buoni potevano essere usati come Lagergeld, come contante per pagare dentro la prigione. Gli ufficiali che ricevevano un'indennità di prigionia vennero pagati con Lagergeld. 
Nella Seconda guerra mondiale sia la Germania che la Francia unificarono i rispettivi Lagergeld. Così i soldati ricevettero sempre le stesse banconote, indipendentemente dal Lager nei quali erano detenuti.